# مات هولواي
مات هولواي (بالإنجليزية: Matt Holloway)‏ هو لاعب اتحاد الرغبي نيوزيلندي، ولد في 16 يناير 1985 في كرايستشرش في نيوزيلندا.